# Lac Solina
Le lac Solina (polonais : Jezioro Solińskie) est un lac artificiel situé dans la région des monts Bieszczady, plus précisément dans le powiat de Lesko, dans la voïvodie des Basses-Carpates de Pologne.

## Description
Le lac a été créé en 1968 par la construction du barrage de Solina sur la rivière San. Il a une superficie de 22 kilomètres carrés et contient 472 000 000 mètres cubes  d'eau, ce qui en fait le plus grand lac artificiel de Pologne.
C'est l'attraction touristique la plus connue de la région, avec des villages au bord de l'eau comme Solina, Myczkowce et Polańczyk pour les amateurs de sports nautiques. La grande profondeur du lac, la clarté de son eau et ses paysages montagneux en font une destination très populaire. Le lac est également connu sous le nom de mer de Bieszczady.
À partir des années 1970, la Wojewódzkie Przedsiębiorstwo Turystyczne (entreprise touristique d'État) « Bieszczady » a acheté un certain nombre de bateaux pour le lac et a créé la flotte blanche du lac. Les principaux navires de la flotte proposent des croisières sur le lac.